# Aparecido Donizete de Souza
Aparecido Donizete de Souza (ur. 13 stycznia 1964 w Primeiro de Maio) – brazylijski duchowny katolicki, biskup pomocniczy Cascavel od 2022.

## Życiorys
Święcenia kapłańskie przyjął 12 grudnia 1992 i został inkardynowany do diecezji Cornélio Procópio. Pracował głównie jako duszpasterz parafialny oraz jako rektor diecezjalnych seminariów. Był także asesorem ds. duszpasterstwa liturgicznego.
30 grudnia 2015 papież Franciszek mianował go biskupem pomocniczym archidiecezji Porto Alegre oraz biskupem tytularnym Macriana Minor. Sakry udzielił mu 18 marca 2016 metropolita Porto Alegre - arcybiskup Jaime Spengler.
22 czerwca 2022 papież został przeniesiony na urząd biskupa pomocniczego archidiecezji Cascavel.